# Parc Natural del Desert de les Palmes
El Parc Natural del Desert de les Palmes és un parc natural de la Generalitat Valenciana, situat a la comarca de la Plana Alta. Aquest paratge de 3.200 hectàrees, que inclou la serra del Desert de les Palmes i la serra de les Santes, fou declarat parc natural pel govern valencià el 16 d'octubre de 1989.
El nom del parc prové de la serra que el domina, i aquesta el rep per la presència d'una congregació carmelitana, orde que denomina d'aquesta manera als espais dedicats a la retirada espiritual. La segona part del nom és deguda a l'abundància del margalló (Chamaerops humilis), l'única palmera endèmica d'Europa.

## Flora

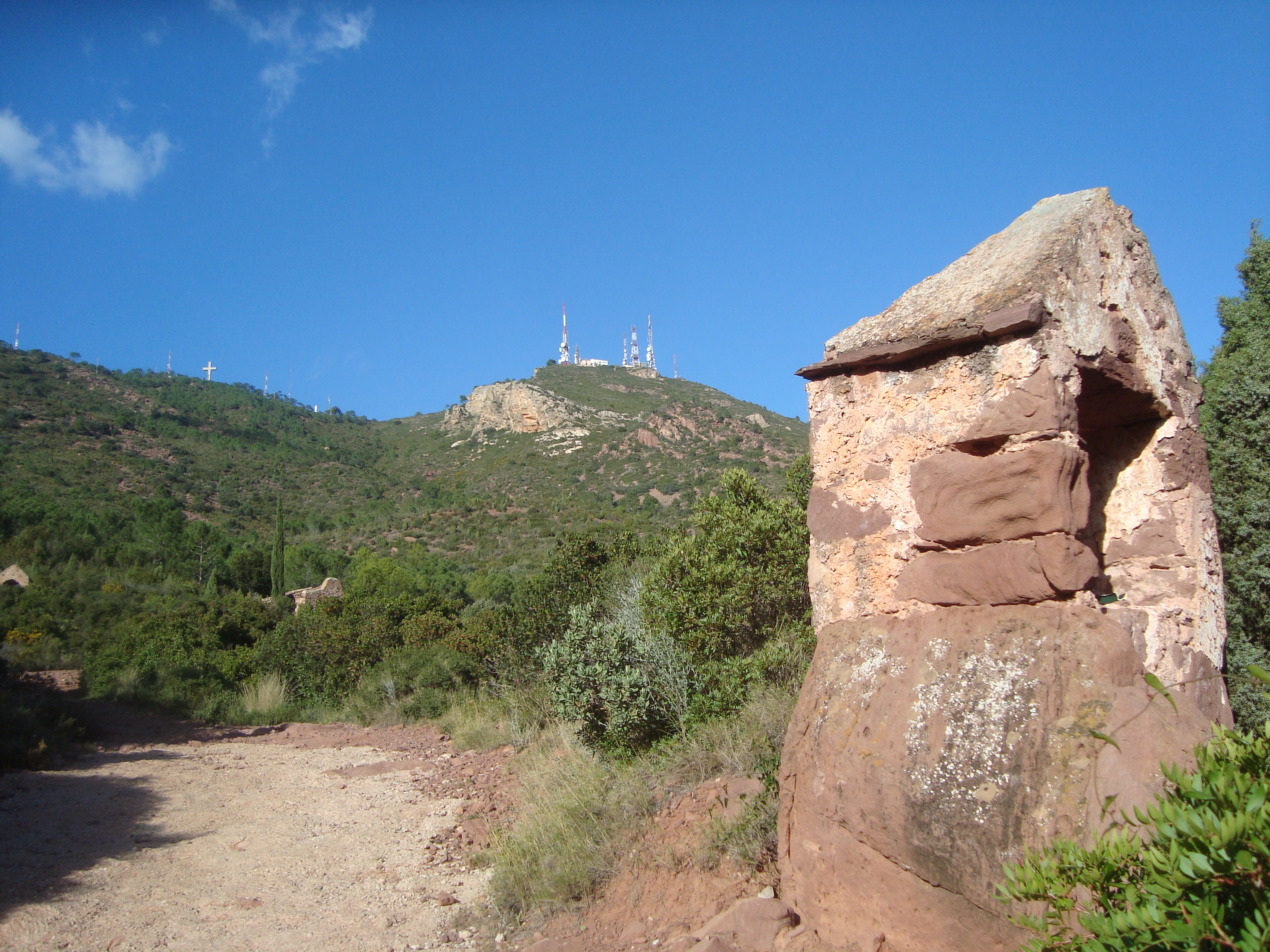
Panoràmica del cim del Bartolo al fons i del Calvari vell del Desert de les Palmes

La vegetació del parc natural es troba en un estat de regeneració a conseqüència dels greus incendis que va sofrir entre 1985 i 1992, però tot i així encara és molt interessant. El sòl existent permet el creixement de l'alzina surera i de la carrasca, però a causa de la transformació de l'ecosistema natural pels incendis i les transformacions agràries la seva presència és molt escassa. També hi ha arbusts com l'arboç, el marfull, el matapoll, l'aladern i l'al·lòctona i invasora canya de Sant Joan (Arundo donax).

## Fauna
La fauna del parc és variada destacant el gripau llevador, el llangardaix ocel·lat, el lludrió ibèric la colobra d'escala entre els rèptils i amfibis. La població d'aus és molt rica destacant l'àguila cuabarrada, el xoric, el tallarol esparverenc, el xot eurasiàtic, el mussol, el mussol banyut o el dux entre les rapaços. També són comuns la perdiu, la tórtora, la tallareta, Jynx torquilla o el corb.

## Llocs d'interès

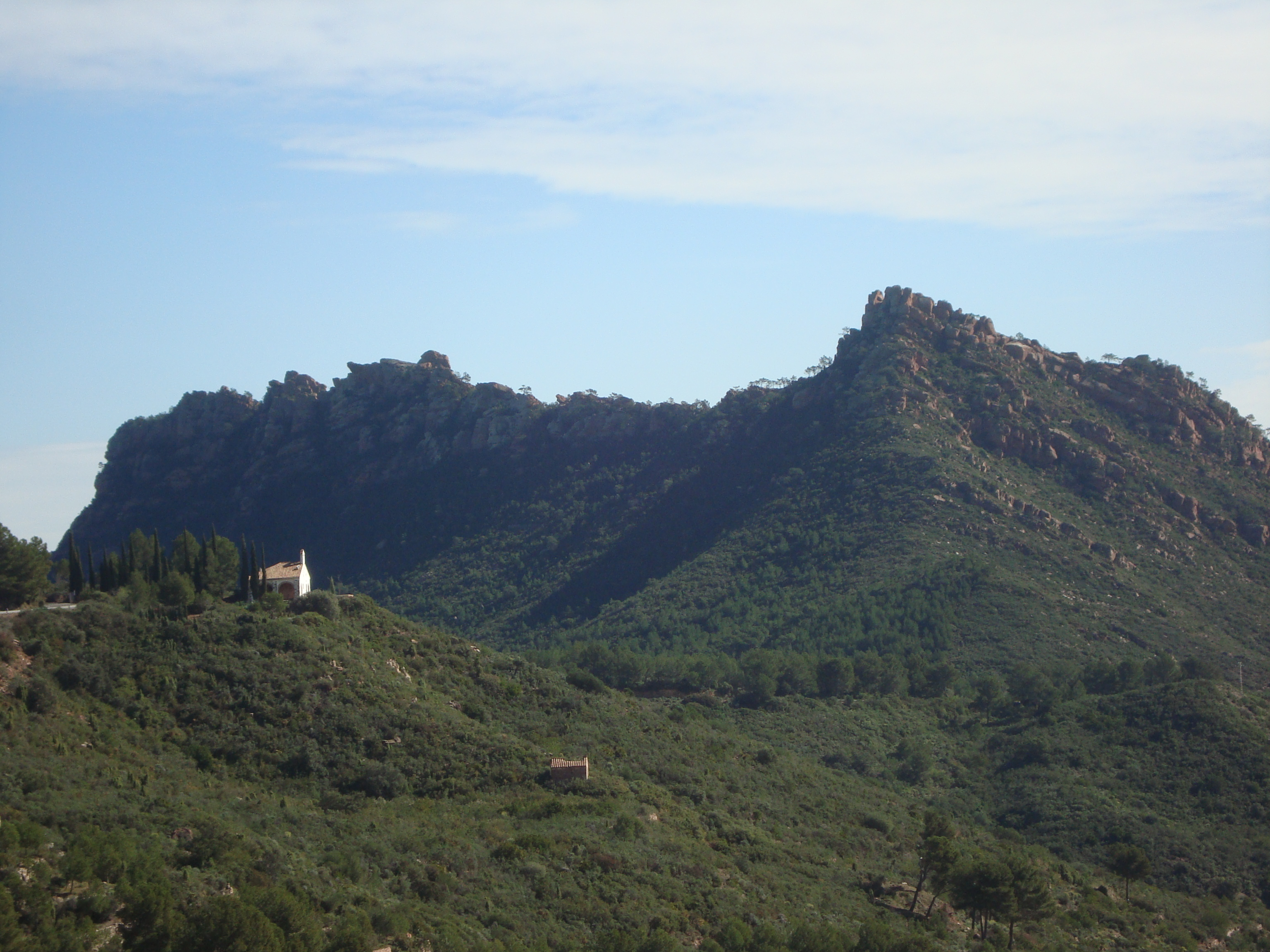
Les Agulles de Santa Àgueda, Parc Natural del Desert de les Palmes

La presència de la congregació carmelita ha dotat al parc de dos importants monuments com són el Monestir antic i el Monestir nou.
A més, en el parc es troba un patrimoni arquitectònic important com les runes del Castell de Montornés (Benicàssim) i del de Miravet que daten de l'època musulmana, l'ermita de les Santes (1617). També cal destacar-hi el Castell Vell i l'Ermitori de la Magdalena, lloc on es trobava antigament la ciutat de Castelló de la Plana i a la que acudeixen els veïns de la capital en romeria de les canyes durant les festes de la Magdalena des de l'any 1378.
També s'hi ubica el Centre de Conservació de la Tortuga Mediterrània, a prop del monestir carmelita actual.
En la cresta del Desert es troba la Creu del Bartolo, recordant que la creu és signe de vida.

## Economia
Degut a les necessitats econòmiques que sorgiren a finals del segle xix en la congregació carmelitana, es començà a produir una beguda a partir de diverses plantes de la serra anomenada licor carmelità.

## Municipis i accessos
Els municipis del parc són: Borriol, Castelló de la Plana, La Pobla Tornesa, Benicàssim i Cabanes, i la majoria del parc queda dividida entre aquests dos darrers.
En estar situat molt a prop de la capital de la Plana, entre la costa i el corredor del Maestrat, el seu accés és molt senzill, tant per l'autovia de la Plana CV-10 (eixides de Cabanes, la Pobla o Borriol) com amb la nacional N-340. L'eixida de l'autopista és la 46 Castelló Nord - Benicàssim.